# الليدي سوزان فان-تمبست
سوزان تشارلوت كاثرين، ليدي أدولفوس فان -تمبست (من 7 أبريل/نيسان 1839 - 6 سبتمبر/أيلول 1875). كانت الليدي سوزان تشارلوت كاثرين بيلهام-كلينتون من النبيلات البريطانيات، وأحد عشيقات ملك إنجلترا إدوارد السابع عندما كان أمير ويلز (لقب يمنح لولي عهد المملكة المتحدة).
كانت الليدي سوزان وصيفة الشرف لفكتوريا (أميرة بريطانيا وإمبراطورة ألمانيا)، وبعد عامين تزوجت اللورد أدولفوس فان-تمبست (أحد سياسيي حزب المحافظين البريطاني).
أخذت الأمير كحبيب لها حوالي عام 1864 عقب وفاة زوجها، وزُعِم أنها أنجبت طفل غير شرعي عام 1871.